# Aranzazú Yankovic
Aranzazú Yankovic Canales (née le 2 avril 1975 à Santiago du Chili) est une actrice chilienne.

## Filmographie
- 2011 : Qué pena tu boda

## Télévision

### Telenovelas
| Telenovelas | Telenovelas                  | Telenovelas               | Telenovelas |
| Année       | Titre                        | Rôle                      | Chaîne      |
| ----------- | ---------------------------- | ------------------------- | ----------- |
| 1996        | Adrenalina                   | Sandra Villagra           | Canal 13    |
| 1997        | Playa salvaje                | Esperanza Araneda         | Canal 13    |
| 1998        | Marparaíso                   | Florencia Alonso          | Canal 13    |
| 1999        | Algo está cambiando          | Camila Jara               | Mega        |
| 2001        | Corazón pirata               | Laura Condell             | Canal 13    |
| 2002        | Más que amigos               | Tita                      | Canal 13    |
| 2003        | Machos                       | Úrsula Villavicencio      | Canal 13    |
| 2004        | Tentación                    | Cecilia Donoso            | Canal 13    |
| 2005        | Versus                       | Sara Wellington           | TVN         |
| 2006        | Cómplices                    | Catalina Mardones         | TVN         |
| 2007        | Lola                         | Soledad Gallegos          | Canal 13    |
| 2009        | Corazón rebelde              | Josefina "Pepa" Ormazabal | Canal 13    |
| 2011        | Decibel 110                  | Irene Torrejón            | Mega        |
| 2012        | Saison 1 de Soltera otra vez | Camila Montes             | Canal 13    |
| 2013        | Saison 2 de Soltera otra vez | Camila Montes             | Canal 13    |
| 2014        | Chipe libre                  |                           | Canal 13    |

### Émissions de télévision
- 2013 : Mujeres Primero (La Red) : elle-même

## Théâtre
- Las tres hermanas[1] (2001)
- El rey Lear (2004)
- El jardín de los cerezos[2] (2007)
- Idea para una historia de violencia[3] (2007)
- Acassuso[4] (2009)
- Prometeo[5] (2011)
- La duda[6] (2012)